# Адміністративний устрій Львівської області

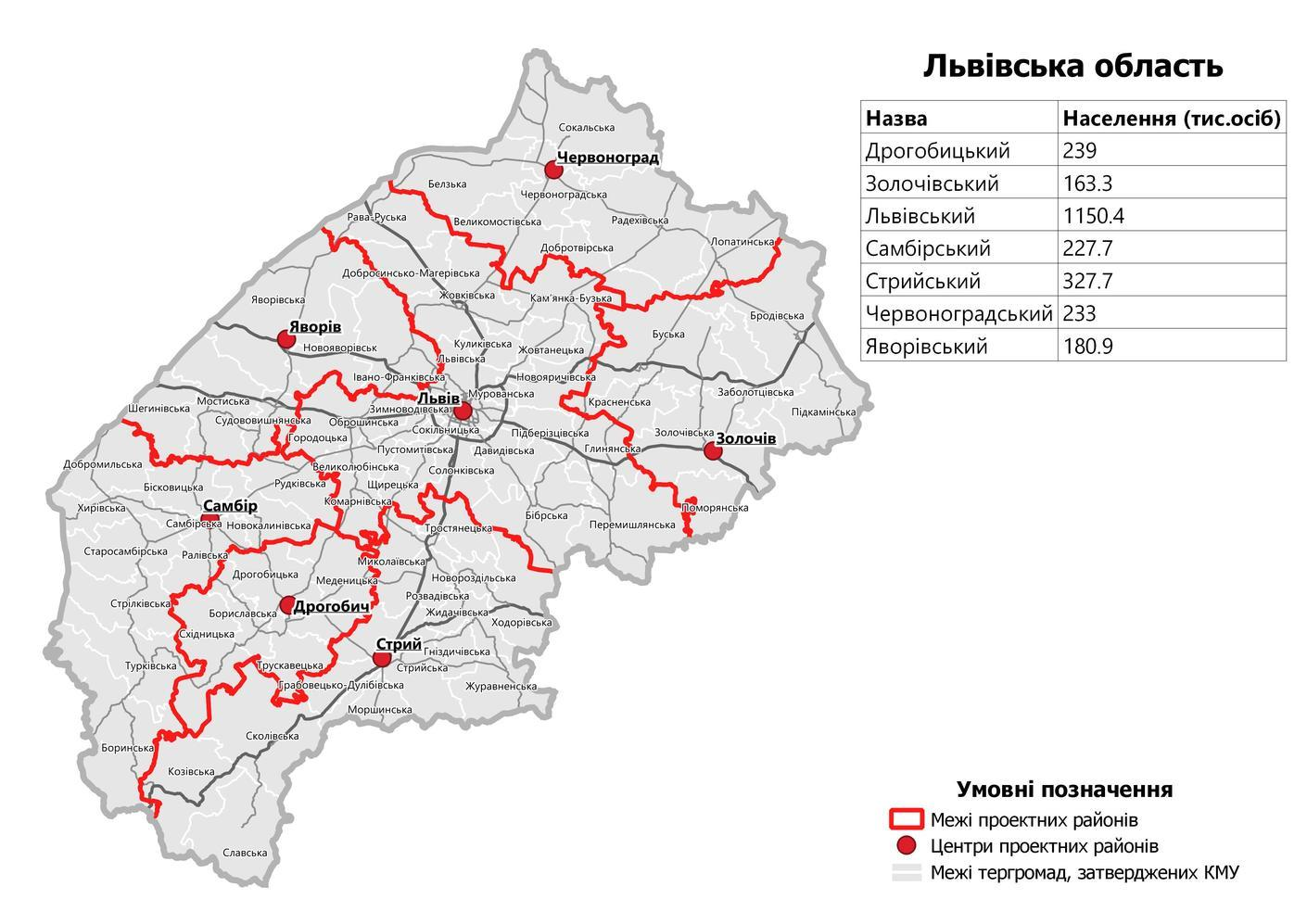

Львівська область — одна з 25 областей України. Площа — 21 833 км², населення — 2,478,133 мешканців (станом на 01.01.2022). Історична дата утворення Львівської області: 27 листопада 1939 року. 

## Адміністративний устрій
Львівська область складається з семи районів, кожен з яких ділиться на територіальні громади (всього 73). Місто з районним поділом одне (Львів), міських районів 6. Всього в області 44 міста, 34 селища міського типу, 1850 сільських населених пунктів (найбільша кількість в Україні).

### Райони
| № | Герб | Райони             | Площа (км²) | Населення (01.01.2022) | Територіальні громади | Міста | Смт | Села  | Адміністративний центр | Мапа |
| - | ---- | ------------------ | ----------- | ---------------------- | --------------------- | ----- | --- | ----- | ---------------------- | ---- |
| 1 |      | Дрогобицький район | 1493,4      | 232,947                | 5                     | 4     | 3   | 82    | Дрогобич               |      |
| 2 |      | Золочівський район | 2887,9      | 158,943                | 7                     | 3     | 4   | 270   | Золочів                |      |
| 3 |      | Львівський район   | 4976,2      | 1,141,119              | 23                    | 12    | 9   | 510   | Львів                  |      |
| 4 |      | Самбірський район  | 3247,1      | 221,896                | 11                    | 7     | 4   | 275   | Самбір                 |      |
| 5 |      | Стрийський район   | 3854,0      | 319,464                | 14                    | 7     | 6   | 278   | Стрий                  |      |
| 6 |      | Шептицький район   | 3001,2      | 226,102                | 7                     | 7     | 4   | 188   | Шептицький             |      |
| 7 |      | Яворівський район  | 2373,2      | 177,622                | 6                     | 4     | 4   | 240   | Яворів                 |      |
|   |      | Львівська область  | 21,833      | 2,478,133              | 73                    | 44    | 34  | 1,850 | Львів                  |      |

### Територіальні громади
| Львівська область  | Львівська область  | Львівська область           | Львівська область  | Львівська область          | Львівська область   | Львівська область    |
| Дрогобицький район | Золочівський район | Львівський район            | Самбірський район  | Стрийський район           | Шептицький район    | Яворівський район    |
| ------------------ | ------------------ | --------------------------- | ------------------ | -------------------------- | ------------------- | -------------------- |
| Бориславська ТГ    | Бродівська ТГ      | Бібрська ТГ                 | Бісковицька ТГ     | Гніздичівська ТГ           | Белзька ТГ          | Івано-Франківська ТГ |
| Дрогобицька ТГ     | Буська ТГ          | Великолюбінська ТГ          | Боринська ТГ       | Грабовецько-Дулібівська ТГ | Великомостівська ТГ | Мостиська ТГ         |
| Меденицька ТГ      | Золочівська ТГ     | Глинянська ТГ               | Добромильська ТГ   | Жидачівська ТГ             | Добротвірська ТГ    | Новояворівська ТГ    |
| Східницька ТГ      | Красненська ТГ     | Городоцька ТГ               | Новокалинівська ТГ | Журавненська ТГ            | Лопатинська ТГ      | Судововишнянська ТГ  |
| Трускавецька ТГ    | Підкамінська ТГ    | Давидівська ТГ              | Ралівська ТГ       | Козівська ТГ               | Радехівська ТГ      | Шегинівська ТГ       |
|                    | Поморянська ТГ     | Добросинсько-Магерівська ТГ | Рудківська ТГ      | Миколаївська ТГ            | Сокальська ТГ       | Яворівська ТГ        |
| Заболотцівська ТГ  | Жовківська ТГ      | Самбірська ТГ               | Моршинська ТГ      | Шептицька ТГ               |                     |                      |
|                    | Жовтанецька ТГ     | Старосамбірська ТГ          | Новороздільська ТГ |                            |                     |                      |
| Зимноводівська ТГ  | Стрілківська ТГ    | Розвадівська ТГ             |                    |                            |                     |                      |
| Кам’янка-Бузька ТГ | Турківська ТГ      | Сколівська ТГ               |                    |                            |                     |                      |
| Комарнівська ТГ    | Хирівська ТГ       | Славська ТГ                 |                    |                            |                     |                      |
| Куликівська ТГ     |                    | Стрийська ТГ                |                    |                            |                     |                      |
| Львівська ТГ       | Тростянецька ТГ    |                             |                    |                            |                     |                      |
| Мурованська ТГ     | Ходорівська ТГ     |                             |                    |                            |                     |                      |
| Новояричівська ТГ  |                    |                             |                    |                            |                     |                      |
| Оброшинська ТГ     |                    |                             |                    |                            |                     |                      |
| Перемишлянська ТГ  |                    |                             |                    |                            |                     |                      |
| Підберізцівська ТГ |                    |                             |                    |                            |                     |                      |
| Пустомитівська ТГ  |                    |                             |                    |                            |                     |                      |
| Рава-Руська ТГ     |                    |                             |                    |                            |                     |                      |
| Сокільницька ТГ    |                    |                             |                    |                            |                     |                      |
| Солонківська ТГ    |                    |                             |                    |                            |                     |                      |
| Щирецька ТГ        |                    |                             |                    |                            |                     |                      |

## Історія

### 1434-1939
1434 року згідно положень Єдлінського привілею було утворене Руське воєводство.
Після 1782 року до складу Львівського крайсу входили такі дистрикти (бецірки): Рава-Руська, Городок, Жовква, Бібрка, Золочів, Броди, Зборів, Теребовля, Бережани.
Після 1850 року Галичину було поділено на східну та західну, Львів став центром східної Галичини, включаючи у себе 12 крайсів. Після 1867 року створено нові повіти які проіснували до кінця Австро-Угорщини.
Львівське воєводство Польської Республіки було утворене 23 грудня 1920 з міста Львів і 19 повітів Східної Галичини та 8 повітів Західної Галичини.
| Województwo ruskie         | Kreis Lemberg              | Kreis Lemberg       | Verwaltungsgebiet Lemberg | Ostgalizien         | Województwo lwowskie | Województwo lwowskie |
| 1434–1772                  | 1773—1782                  | 1782—1850           | 1850—1867                 | 1867—1920           | 1920—1932            | 1932—1939            |
| -------------------------- | -------------------------- | ------------------- | ------------------------- | ------------------- | -------------------- | -------------------- |
| Ziemia chełmska            | Bezirk Brody               | Bezirk Bóbrka       | Kreis Lemberg             | Bezirk Bóbrka       | Lwów miasto          | Lwów miasto          |
| Ziemia halicka             | Bezirk Brzczany            | Bezirk Brody        | Kreis Zołkiew             | Bezirk Bohorodczany |                      |                      |
| Ziemia lwowska             | Bezirk Zolkiew             | Bezirk Brzeżan      | Kreis Przemyśl            | Bezirk Borszczów    | Powiat bóbrecki      | Powiat bóbrecki      |
| Ziemia przemyska           |                            | Bezirk Grodek       | Kreis Sanok               | Bezirk Brody        | Powiat brzozowski    | Powiat brzozowski    |
| Ziemia sanocka             | Bezirk Rawa Ruska          | Kreis Złoczow       | Bezirk Brzeżan            | Powiat ciechanowski | Powiat dobromilski   |                      |
|                            | Bezirk Trembowla           | Kreis Brzezan       | Bezirk Cieszanów          | Powiat dobromilski  | Powiat drohobycki    |                      |
| Bezirk Zborow              | Kreis Stryj                | Bezirk Czortków     | Powiat drohobycki         | Powiat gródecki     |                      |                      |
| Bezirk Złoczow             | Kreis Sambor               | Bezirk Dobromil     | Powiat gródecki           | Powiat żółkiewski   |                      |                      |
| Bezirk Zolkiew             | Kreis Tarnopol             | Bezirk Dolina       | Powiat jarosławski        | Powiat kolbuszowski |                      |                      |
|                            | Kreis Czortkow             | Bezirk Drohobycz    | Powiat jaworowski         | Powiat krośnieński  |                      |                      |
| Kreis Kolomea              | Bezirk Gródek Jagielloński | Powiat kolbuszowski | Powiat leski              |                     |                      |                      |
| Kreis Stanislau            | Bezirk Horodenka           | Powiat krośnieński  | Powiat lubaczowski        |                     |                      |                      |
|                            | Bezirk Husiatyn            | Powiat łańcucki     | Powiat lwowski            |                     |                      |                      |
| Bezirk Jaroslau            | Powiat leski               | Powiat łańcucki     |                           |                     |                      |                      |
| Bezirk Jaworów             | Powiat lwowski             | Powiat mościski     |                           |                     |                      |                      |
| Bezirk Kałusz              | Powiat mościski            | Powiat niżański     |                           |                     |                      |                      |
| Bezirk Kamionka Strumiłowa | Powiat niżański            | Powiat przemyski    |                           |                     |                      |                      |
| Bezirk Kolomea             | Powiat przemyski           | Powiat przeworski   |                           |                     |                      |                      |
| Bezirk Kosów               | Powiat przeworski          | Powiat rawski       |                           |                     |                      |                      |
| Bezirk Krosno              | Powiat rawski              | Powiat rudecki      |                           |                     |                      |                      |
| Bezirk Lemberg             | Powiat rudecki             | Powiat rzeszowski   |                           |                     |                      |                      |
| Bezirk Lisko               | Powiat rzeszowski          | Powiat samborski    |                           |                     |                      |                      |
| Bezirk Mościska            | Powiat samborski           | Powiat sanocki      |                           |                     |                      |                      |
| Bezirk Nadwórna            | Powiat sanocki             | Powiat sokalski     |                           |                     |                      |                      |
| Bezirk Peczeniżyn          | Powiat sokalski            | Powiat tarnobrzeski |                           |                     |                      |                      |
| Bezirk Podhajce            | Powiat starosamborski      | Powiat turczański   |                           |                     |                      |                      |
| Bezirk Przemyśl            | Powiat strzyżowski         | Powiat jaworowski   |                           |                     |                      |                      |
| Bezirk Przemyślany         | Powiat tarnobrzeski        | Powiat jarosławski  |                           |                     |                      |                      |
| Bezirk Radziechów          | Powiat żółkiewski          |                     |                           |                     |                      |                      |
| Bezirk Rawa Ruska          |                            |                     |                           |                     |                      |                      |
| Bezirk Rohatyn             |                            |                     |                           |                     |                      |                      |
| Bezirk Rudki               |                            |                     |                           |                     |                      |                      |
| Bezirk Sambor              |                            |                     |                           |                     |                      |                      |
| Bezirk Sanok               |                            |                     |                           |                     |                      |                      |
| Bezirk Skałat              |                            |                     |                           |                     |                      |                      |
| Bezirk Skole               |                            |                     |                           |                     |                      |                      |
| Bezirk Śniatyn             |                            |                     |                           |                     |                      |                      |
| Bezirk Sokal               |                            |                     |                           |                     |                      |                      |
| Bezirk Stanislau           |                            |                     |                           |                     |                      |                      |
| Bezirk Stary Sambor        |                            |                     |                           |                     |                      |                      |
| Bezirk Stryj               |                            |                     |                           |                     |                      |                      |
| Bezirk Tarnopol            |                            |                     |                           |                     |                      |                      |
| Bezirk Tłumacz             |                            |                     |                           |                     |                      |                      |
| Bezirk Trembowla           |                            |                     |                           |                     |                      |                      |
| Bezirk Turka               |                            |                     |                           |                     |                      |                      |
| Bezirk Zaleszczyki         |                            |                     |                           |                     |                      |                      |
| Bezirk Zbaraż              |                            |                     |                           |                     |                      |                      |
| Bezirk Zborów              |                            |                     |                           |                     |                      |                      |
| Bezirk Złoczów             |                            |                     |                           |                     |                      |                      |
| Bezirk Żółkiew             |                            |                     |                           |                     |                      |                      |
| Bezirk Żydaczów            |                            |                     |                           |                     |                      |                      |

### 1939-1959
Після вторгнення Третій Рейху та СРСР у Польщу та фактичного припинення її існування, 27 листопада 1939 було утворено Львівську область у складі УРСР з центром у місті Львові та у складі Львівського, Сокальського, Бобркського, Рава-Руського, Любачівського, Яворівського, Перемишлянського, Городокського, Каменського, Жолкевського, Радзеховського, Бродського, Золочівського повітів.
17 січня 1940 року було ліквідовано повіти і утворено 37 районів у складі Львівської області: Бобркський, Бродовський, Буський, Велико-Мостівський, Вінниківський, Глинянський, Горинецький, Городокський, Дідилівський, Дунаївський, Жолкевський, Золочівський, Кам'янко-Струмилівський, Краковецький, Красненський, Куликівський, Лопатинський, Львівський, Любачівський, Ляшківський, Магерівський, Немирівський, Ново-Яричівський, Олеський, Перемишлянський, Підкамінський, Пениковицький, Рава-Руський, Радехівський, Синявський, Сокальський, Сокольницький, Угнівський, Шевченківський, Щирецький, Яворівський, Янівський райони. Місто Львів було виділено в окрему адміністративно-господарську одиницю з безпосереднім підпорядкуванням Львівському Облвиконкому. Також у місті Львові було утворено 4 міські райони: Сталінський, Залізничний, Червоноармійський і Шевченківський.
7 квітня 1940 р. Дунаївський перейменований на Поморянський район, 
11 листопада 1940 р. Дідилівський — на Новомилятинський,
10 вересня того ж року скасовано Шевченківський район.
Після зайняття західної України німцями, 1 серпня 1941 було створено Дистрикт Галичина з центром у Львові, який ділився на окружні староства (крайсгауптманшафти) та виділені міста (крайсфрайштадти), всього було 15 окружних староств.[джерело?]
Після зайняття території Червоною Армією було відновлено поділ 1940 року. У жовтні 1944 року до Польщі перейшли Горинецький, Любачівський, Ляшківський, Синявський та Угнівський райони Львівської області. Також цього року Кам'янку-Струмилівську разом з районом було перейменовано на Кам'янку-Бузьку.
1 листопада 1946 року Пониковицький район перейменовано на Заболотцівський район, Сокольницький — на Пустомитівський район, Львівський — на Брюховицький район (з перенесенням районного центру).
10 листопада 1951 року було створено Забузький район після того, як внаслідок обміну територіями до складу УРСР перейшло від ПНР місто Белз з навколишніми територіями (у тому ж році ліквідовано Нижньо-Устрицький район). У 1959 році до нього було приєднано Великомостівський район. Забузький район було ліквідовано у грудні 1962 року — його територія увійшла до складу Сокальського району.
6 червня 1957 ліквідовані Брюховицький, Краковецький, Немирівський та Хирівський райони. 25 вересня 1958 — Магерівський та Поморянський райони.
| Львівська область             | Львівська область            | Distrikt Galizien                   | Львівська область             | Львівська область       |
| 1939—1940                     | 1940—1941                    | 1941—1944                           | 1944—1951                     | 1951—1959               |
| ----------------------------- | ---------------------------- | ----------------------------------- | ----------------------------- | ----------------------- |
| місто Львів                   | місто Броди                  | Stadthauptmannschaft Lemberg        | Львівська міськрада           | Львівська міськрада     |
|                               | місто Гродек                 |                                     |                               | Трускавецька міськрада  |
| Бобркський повіт              | місто Злочів                 | Kreishauptmannschaft Brzeżany       | Бобркський район              |                         |
| Бродський повіт               | місто Львів                  | Kreishauptmannschaft Czortków       | Бродівський район             | Бобркський район        |
| Гродекський повіт             | місто Рава-Руська            | Kreishauptmannschaft Drohobycz      | Брюховицький район            | Бродівський район       |
| Жолкевський повіт             |                              | Kreishauptmannschaft Lemberg-Gródek | Буський район                 | Буський район           |
| Злочівський повіт             | Бобркський район             | Kreishauptmannschaft Horodenka      | Великомостівський район       | Великомостівський район |
| Каменський повіт              | Бродівський район            | Kreishauptmannschaft Kalusch        | Винниківський район           | Винниківський район     |
| Львівський повіт              | Брюховицький район           | Kreishauptmannschaft K.-Strumiłowa  | Глинянський район             | Глинянський район       |
| Любачівський повіт            | Буський район                | Kreishauptmannschaft Kolomea        | Горинецький район             | Горинецький район       |
| Перемишлянський повіт         | Великомостівський район      | Kreishauptmannschaft Lemberg-Land   | Городокський район            | Городоцький район       |
| Рава-Руський повіт            | Винниківський район          | Kreishauptmannschaft Rawa-Ruska     | Дідилівський район            | Дідилівський район      |
| Радзеховський повіт           | Глинянський район            | Kreishauptmannschaft Sambor         | Дунаєвський район             | Дунаєвський район       |
| Сокальський повіт             | Горинецький район            | Kreishauptmannschaft Stryj          | Жолкевський район             | Жолкевський район       |
| Яворівський повіт             | Гродекський район            | Kreishauptmannschaft Stanislau      | Заболотцівський район         | Заболотцівський район   |
|                               | Дідилівський район           | Kreishauptmannschaft Tarnopol       | Злочівський район             | Забузький район         |
| Дунаєвський район             | Kreishauptmannschaft Złoczów | Кам'янко-Струмилівський район       | Золочівський район            |                         |
| Жолкевський район             |                              | Кам'янко-Волошський район           | Кам'янко-Струмилівський район |                         |
| Злочівський район             | Краковецький район           | Кам'янко-Волошський район           |                               |                         |
| Кам'янко-Струмилівський район | Красненський район           | Красненський район                  |                               |                         |
| Кам'янко-Волошський район     | Куликівський район           | Куликівський район                  |                               |                         |
| Краковецький район            | Лопатинський район           | Лопатинський район                  |                               |                         |
| Красненський район            | Львівський район             | Львівський район                    |                               |                         |
| Куликівський район            | Любачівський район           | Любачівський район                  |                               |                         |
| Лопатинський район            | Ляшківський район            | Новояворичівський район             |                               |                         |
| Львівський район              | Магерівський район           | Олеський район                      |                               |                         |
| Любачівський район            | Немирівський район           | Перемишлянський район               |                               |                         |
| Ляшківський район             | Новояворичівський район      | Підкамінський район                 |                               |                         |
| Магерівський район            | Олеський район               | Рава-Руський район                  |                               |                         |
| Немирівський район            | Перемишлянський район        | Радехівський район                  |                               |                         |
| Новояворичівський район       | Підкамінський район          | Синявський район                    |                               |                         |
| Олеський район                | Поморянський район           | Сокальський район                   |                               |                         |
| Перемишлянський район         | Рава-Руський район           | Сокільницький район                 |                               |                         |
| Підкамінський район           | Радехівський район           | Угнівський район                    |                               |                         |
| Поморянський район            | Синявський район             | Шевченківський район                |                               |                         |
| Пониковицький район           | Сокальський район            | Щирецький район                     |                               |                         |
| Рава-Руський район            | Сокільницький район          | Яворівський район                   |                               |                         |
| Радехівський район            | Угнівський район             |                                     |                               |                         |
| Синявський район              | Шевченківський район         |                                     |                               |                         |
| Сокальський район             | Щирецький район              |                                     |                               |                         |
| Сокільницький район           | Яворівський район            |                                     |                               |                         |
| Угнівський район              |                              |                                     |                               |                         |
| Шевченківський район          |                              |                                     |                               |                         |
| Щирецький район               |                              |                                     |                               |                         |
| Яворівський район             |                              |                                     |                               |                         |

### 1959-1991
21 травня 1959 Дрогобицька область була включена до складу Львівської області, утворивши її південну частину, укрупнивши у новоствореній області райони (у 1959 році скасовано 14 районів; разом із колишньою Дрогобицькою обл. – 19 р-нів).
У 1962 р. після укрупнення сільських районів залишилось 11 районів. Таким чином скасовувались 21 район: Бібркський, Бориславський, Буський, Глинянський, Добромильський, Забузький, Івано-Франківський, Лопатинський, Миколаївський, Мостиський, Нестеровський, Новояричівський, Олеський, Перемишлянський, Рава-Руський, Радехівський, Рудківський, Самбірський, Сколівський, Турківський та Ходорівський.
У 1965 р. кількість районів збільшена до 16. У грудні 1966 р. відновилось ще 4 райони: Буський, Миколаївський, Мостиський та Сколівський.
| Львівська область             | Львівська область        | Львівська область         | Львівська область         | Львівська область         |
| 1959                          | 1959—1962                | 1962—1965                 | 1965—1966                 | 1966—1991                 |
| ----------------------------- | ------------------------ | ------------------------- | ------------------------- | ------------------------- |
| Дрогобицька міськрада         | Дрогобицька міськрада    | Бориславська міськрада    | Бориславська міськрада    | Бориславська міськрада    |
| Львівська міськрада           | Львівська міськрада      | Дрогобицька міськрада     | Бориславська міськрада    | Дрогобицька міськрада     |
| Трускавецька міськрада        | Трускавецька міськрада   | Золочівська міськрада     | Дрогобицька міськрада     | Львівська міськрада       |
|                               |                          | Львівська міськрада       | Львівська міськрада       | Самбірська міськрада      |
| Бобркський район              | Бродівський район        | Миколаївська міськрада    | Миколаївська міськрада    | Стрийська міськрада       |
| Боринський район              | Івано-Франківський район | Нестеровська міськрада    | Нестеровська міськрада    | Трускавецька міськрада    |
| Бродівський район             | Дрогобицький район       | Самбірська міськрада      | Самбірська міськрада      | Червоноградська міськрада |
| Буський район                 | Кам'янка-Бузький район   | Стрийська міськрада       | Стрийська міськрада       |                           |
| Великомостівський район       | Жидачівський район       | Трускавецька міськрада    | Трускавецька міськрада    | Бродівський район         |
| Винниківський район           | Золочівський район       | Червоноградська міськрада | Червоноградська міськрада | Буський район             |
| Глинянський район             | Бібрський район          |                           |                           | Городоцький район         |
| Горинецький район             | Буський район            | Бродівський район         | Бродівський район         | Дрогобицький район        |
| Городокський район            | Добромильський район     | Городоцький район         | Городоцький район         | Жидачівський район        |
| Дідилівський район            | Городоцький район        | Дрогобицький район        | Дрогобицький район        | Золочівський район        |
| Добромильський район          | Забузький район          | Жидачівський район        | Жидачівський район        | Кам'янка-Бузький район    |
| Дрогобицький район            | Бориславський район      | Золочівський район        | Золочівський район        | Миколаївський район       |
| Дунаєвський район             | Глинянський район        | Кам'янка-Бузький район    | Кам'янка-Бузький район    | Мостиський район          |
| Жидачівський район            | Лопатинський район       | Пустомитівський район     | Нестеровський район       | Нестеровський район       |
| Жолкевський район             | Миколаївський район      | Сокальський район         | Перемишлянський район     | Перемишлянський район     |
| Заболотцівський район         | Мостиський район         | Старосамбірський район    | Пустомитівський район     | Пустомитівський район     |
| Забузький район               | Нестеровський район      | Стрийський район          | Радехівський район        | Радехівський район        |
| Золочівський район            | Новояричівський район    | Яворівський район         | Самбірський район         | Самбірський район         |
| Кам'янко-Струмилівський район | Олеський район           |                           | Сокальський район         | Сколівський район         |
| Кам'янко-Волошський район     | Перемишлянський район    | Старосамбірський район    | Сокальський район         |                           |
| Комарновський район           | Пустомитівський район    | Стрийський район          | Старосамбірський район    |                           |
| Красненський район            | Рава-Руський район       | Турківський район         | Стрийський район          |                           |
| Куликівський район            | Радехівський район       | Яворівський район         | Турківський район         |                           |
| Лопатинський район            | Рудківський район        |                           | Яворівський район         |                           |
| Львівський район              | Самбірський район        |                           |                           |                           |
| Любачівський район            | Сколівський район        |                           |                           |                           |
| Меденицький район             | Сокальський район        |                           |                           |                           |
| Миколаївський район           | Старосамбірський район   |                           |                           |                           |
| Мостиський район              | Стрийський район         |                           |                           |                           |
| Нижанковицький район          | Турківський район        |                           |                           |                           |
| Новояворичівський район       | Ходорівський район       |                           |                           |                           |
| Олеський район                | Яворівський район        |                           |                           |                           |
| Перемишлянський район         |                          |                           |                           |                           |
| Підбужський район             |                          |                           |                           |                           |
| Підкамінський район           |                          |                           |                           |                           |
| Рава-Руський район            |                          |                           |                           |                           |
| Радехівський район            |                          |                           |                           |                           |
| Рудківський район             |                          |                           |                           |                           |
| Самбірський район             |                          |                           |                           |                           |
| Синявський район              |                          |                           |                           |                           |
| Сколевський район             |                          |                           |                           |                           |
| Славський район               |                          |                           |                           |                           |
| Сокальський район             |                          |                           |                           |                           |
| Сокільницький район           |                          |                           |                           |                           |
| Старо-Самбірський район       |                          |                           |                           |                           |
| Стрийський район              |                          |                           |                           |                           |
| Судово-Вишнянський район      |                          |                           |                           |                           |
| Турківський район             |                          |                           |                           |                           |
| Угнівський район              |                          |                           |                           |                           |
| Ходорівський район            |                          |                           |                           |                           |
| Шевченківський район          |                          |                           |                           |                           |
| Щирецький район               |                          |                           |                           |                           |
| Яворівський район             |                          |                           |                           |                           |

### У часи незалежності

У 1991 році було перейменовано назад Нестеров на Жовкву, та Нестеровський район на Жовківський відповідно.[джерело?]
Верховна рада України у грудні 2002 року визначила Новий Розділ та Моршин містами обласного значення.[джерело?]
Влітку 2020 року область стала поділеною на сім нових районів у рамках децентралізації та адміністративно-територіальної реформи.[джерело?]
| Львівська область         | Львівська область         | Львівська область      |
| 1991—2002                 | 2002—2020                 | 2020—                  |
| ------------------------- | ------------------------- | ---------------------- |
| Бориславська міськрада    | Бориславська міськрада    | Дрогобицький район     |
| Дрогобицька міськрада     | Дрогобицька міськрада     | Золочівський район     |
| Львівська міськрада       | Львівська міськрада       | Львівський район       |
| Самбірська міськрада      | Моршинська міськрада      | Самбірський район      |
| Стрийська міськрада       | Новороздільська міськрада | Стрийський район       |
| Трускавецька міськрада    | Самбірська міськрада      | Червоноградський район |
| Червоноградська міськрада | Стрийська міськрада       | Яворівський район      |
|                           | Трускавецька міськрада    |                        |
| Бродівський район         | Червоноградська міськрада |                        |
| Буський район             |                           |                        |
| Городоцький район         | Бродівський район         |                        |
| Дрогобицький район        | Буський район             |                        |
| Жидачівський район        | Городоцький район         |                        |
| Жовківський район         | Дрогобицький район        |                        |
| Золочівський район        | Жидачівський район        |                        |
| Кам'янка-Бузький район    | Жовківський район         |                        |
| Миколаївський район       | Золочівський район        |                        |
| Мостиський район          | Кам'янка-Бузький район    |                        |
| Перемишлянський район     | Миколаївський район       |                        |
| Пустомитівський район     | Мостиський район          |                        |
| Радехівський район        | Перемишлянський район     |                        |
| Самбірський район         | Пустомитівський район     |                        |
| Сколівський район         | Радехівський район        |                        |
| Сокальський район         | Самбірський район         |                        |
| Старосамбірський район    | Сколівський район         |                        |
| Стрийський район          | Сокальський район         |                        |
| Турківський район         | Старосамбірський район    |                        |
| Яворівський район         | Стрийський район          |                        |
|                           | Турківський район         |                        |
| Яворівський район         |                           |                        |